# Sedum kuntsunianum
Sedum kuntsunianum är en fetbladsväxtart som beskrevs av X.F.Jin, S.H.Jin och B.Y.Ding. Sedum kuntsunianum ingår i Fetknoppssläktet som ingår i familjen fetbladsväxter. Inga underarter finns listade i Catalogue of Life.